# Microhierax melanoleucos
El falconete pío (Microhierax melanoleucos) es una especie de ave falconiforme de la familia Falconidae.

## Hábitat y estado de conservación
Su hábitat son los bosques templados. Se encuentra en Bangladés, China, India, Laos y Vietnam. Se cree extinto en Bután. Está presente también en Birmania, de origen incierto, y se pueden encontrar ejemplares de paso en Hong Kong.
Se distribuye a lo largo de un área geográfica muy extensa y su población parece ser estable, por lo que se encuentra clasificado como especie bajo preocupación menor en la Lista Roja de la UICN.